# Маріо Бава
Ма́ріо Ба́ва (італ. Mario Bava; 31 липня 1914, Санремо, Лігурія, Італія — 27 квітня 1980, Рим, Італія) — італійський кінооператор, кінорежисер, сценарист, майстер зі спецефектів. Визнаний майстер фільмів жахів, один із засновників жанру джалло.

## Біографія
Маріо Бава народився 31 липня 1914 року в місті Санремо, Італія. Його батько — Еудженіо Бава, скульптор за освітою, працював в німому кіно спочатку творцем спецефектів, потім оператором. Деякий час Маріо працював асистентом у батька та інших італійських кінематографістів. Уперше як оператор Бава виступив у 1939 році, знявши дві короткометражні стрічки спільно з Роберто Росселліні. До початку режисерської діяльності як оператор зняв близько 45-ти фільмів.
У 1957 р. Маріо Бава працював оператором над фільмом режисера Ріккардо Фреда «Вампіри». На 12-й день зйомок Фреда, через розбіжності з продюсерами фільму, покинув майданчик, і Бава закінчив фільм за декілька днів, внісши безліч змін у сценарій, дознявши кілька сцен та придумавши оригінальні спецефекти. З наступним фільмом Фреда «Калтікі, безсмертний монстр» (1959) трапилася така ж історія. Після того, як Бава «врятував» таким чином декілька проектів студії Galatea Film (при цьому він не згадувався в титрах які режисер), глава студії Нелло Санті запропонував йому дебютувати режисерською роботою на будь-якому матеріалі. Першим фільмом Маріо Бава став готичний хорор «Маска Сатани». Фільми «Дівчина, яка надто багато знала» та «Шість жінок для вбивці» заклали основу жанру, нині відомого як джалло, а «Кривава затока» — один з перших слешерів.
У 1972 році Бава зняв фільм «Ліза і диявол», що не мав успіху в Італії, а в США що вийшов лише в обмежений прокат. Оскільки в тому ж році вийшов надзвичайно успішний фільм «Той, що виганяє диявола», продюсер Альфредо Леоне умовив Бава на переробку фільму, щоб надати йому схожому з успішним конкурентом вигляду. В процесі переробок Бава розсварився з Леоне і покинув знімальний майданчик. Перероблений варіант під назвою «Будинок вигнання диявола» (1975) провалився у прокаті.
Знятий у 1974 році фільм «Дикі пси» не вийшов на екран через банкрутство продюсера, в результаті якого все майно останнього, включаючи фільм, було розділено між кредиторами; фільм вийшов лише через 20 років, завершений сином режисера Ламберто і акторкою Леа Ландер. Незважаючи на фінансові проблеми, Бава що знову залишився без роботи, намагався триматися бадьоро і відхилив пропозицію Діно Де Лаурентіса зайняти режисерське крісло римейка «Кінг-Конга».
У 1977 році вийшов фільм Маріо Бави «Шок», окремі сцени в якому зняв його син Ламберто. Також спільно з сином Бава поставив телефільм «Венера на острові» за мотивами оповідання П. Меріме. У фільмі Даріо Ардженто «Інферно» Бава працював над деякими спецефектами.
Маріо Бава помер 27 квітня 1980 року в Римі від серцевого нападу. Похований на кладовищі Кампо Верано.

## Визнання
Деякі візуальні рішення і режисерські ходи Бава вразили професійних кінематографістів, алюзії на його фільми помітні у фільмах передусім італійських та італо-американських режисерів — Федеріко Фелліні, С. Кубрика, Андрія Тарковського, М. Скорсезе, Антоніо Маргеріті, Даріо Ардженто. Незважаючи на повагу й високу оцінку інтелектуалів і режисерів в усьому світі, сам Бава дуже скромно та самокритично ставився до роботи кінорежисера, воліючи називати себе «не майстром, але ремісником». У останньому інтерв'ю, даному незадовго до смерті газеті L'espresso, на питання кореспондента, що він може сказати про свої фільми, Бава з убивчою самоіронією відповів: «Усі мої фільми — повне лайно, можете не сумніватися».

## Фільмографія (вибіркова)
| Рік  |     | Назва українською                                 | Оригінальна назва                             | Оператор | Режисер | Сценарист |
| ---- | --- | ------------------------------------------------- | --------------------------------------------- | -------- | ------- | --------- |
| 1943 |     | Пригода Аннабелли                                 | L'avventura di Annabella                      | Так      |         |           |
| 1943 |     | Святої Єлени, маленький острів                    | Sant'Elena, piccola isola                     | Так      |         |           |
| 1946 |     | Рибний суп                                        | L'orecchio                                    | Так      | Так     |           |
| 1947 |     | Чоловіки і небо                                   | Uomini e cieli                                | Так      |         |           |
| 1947 |     | Любовний напій                                    | L'elisir d'amore                              | Так      |         |           |
| 1947 |     | Різдво в таборі 119                               | Natale al campo 119                           | Так      |         |           |
| 1947 | к/м | Легендарна симфонія                               | Legenda Sinfonica                             | Так      | Так     |           |
| 1947 |     | Свята ніч                                         | Santa notte                                   | Так      | Так     |           |
| 1947 | к/м | Флавіїв амфітеатр                                 | Anfiteatro Flavio                             | Так      | Так     |           |
| 1948 |     | Безтями від опери                                 | Follie per l'opera                            | Так      |         |           |
| 1948 |     | Блазні                                            | Pagliacci (Amore tragico)                     | Так      |         |           |
| 1949 |     | Симфонічні варіації                               | Variazioni sinfoniche                         | Так      | Так     |           |
| 1950 |     | Міс Італія                                        | Miss Italia                                   | Так      |         |           |
| 1950 |     | Собаче життя                                      | Vita da cani                                  | Так      |         |           |
| 1950 |     | Її улюблений чоловік                              | Her Favourite Husband                         | Так      |         |           |
| 1951 |     | Весняна пісня                                     | Canzone di primavera                          | Так      |         |           |
| 1951 |     | Антоній Падуанський                               | Antonio di Padova                             | Так      |         |           |
| 1951 |     | Поліцейські та злодії                             | Guardie e ladri                               | Так      |         |           |
| 1951 |     | Не кохаю його, але… але…                          | Amor non ho… però… però                       | Так      |         |           |
| 1951 | к/м | Гойя                                              | Goya                                          | Так      |         |           |
| 1952 |     | Герої недільного дня                              | Gli eroi della domenica                       | Так      |         |           |
| 1952 |     | Тато стає мамою                                   | Papà diventa mamma                            | Так      |         |           |
| 1953 |     | Пробач мене                                       | Perdonami!                                    | Так      |         |           |
| 1953 |     | Бульвар надії                                     | Il viale della speranza                       | Так      |         |           |
| 1953 |     | Вілла Боргезе                                     | Villa Borghese                                | Так      |         |           |
| 1953 |     | Іграшки та парфумерія                             | Balocchi e profumi                            | Так      |         |           |
| 1954 |     | Старші класи                                      | Terza liceo                                   | Так      |         |           |
| 1954 |     | Божевільні речі                                   | Cose da pazzi                                 | Так      |         |           |
| 1954 |     | Грацієлла                                         | Graziella                                     | Так      |         |           |
| 1955 |     | Добраніч… адвокат!                                | Buonanotte… avvocato!                         | Так      |         |           |
| 1955 |     | Пригоди Джакомо Казанови                          | Le avventure di Giacomo Casanova              | Так      |         |           |
| 1955 |     | Найкрасивіша жінка світу                          | La donna più bella del mondo (Lina Cavalieri) | Так      |         |           |
| 1956 |     | Вкрали трамвай                                    | Hanno rubato un tram                          | Так      |         |           |
| 1956 |     | Коханка Нерона                                    | Mio figlio Nerone                             | Так      |         |           |
| 1957 |     | Вампіри                                           | I Vampiri                                     | Так      | Так     |           |
| 1957 |     | Подвиги Геракла                                   | Le fatiche di Ercole                          | Так      |         |           |
| 1958 |     | Нічне місто                                       | Città di notte                                | Так      |         |           |
| 1958 |     | Смерть прийшла з космосу                          | La morte viene dallo spazio                   | Так      |         |           |
| 1958 |     | Подвиги Геракла: Геракл і цариця Лідії            | Ercole e la regina di Lidia                   | Так      |         |           |
| 1959 |     | Хаджи-Мурат — білий диявол                        | Agi Murad il diavolo bianco                   | Так      |         |           |
| 1959 |     | Калтікі, безсмертний монстр                       | Caltiki — il mostro immortale                 | Так      | Так     |           |
| 1959 |     | Гігант Марафону, або Марафонська битва            | La battaglia di Maratona                      | Так      | Так     |           |
| 1960 |     | Маска Сатани                                      | La maschera del demonio                       | Так      | Так     | Так       |
| 1960 |     | Есфір і цар                                       | Esther and the King                           | Так      | Так     |           |
| 1961 |     | Подвиги Геракла: Геракл у царстві тіней           | Ercole al centro della Terra                  | Так      | Так     | Так       |
| 1961 |     | Вторженці                                         | Gli invasori                                  | Так      | Так     | Так       |
| 1961 |     | Тисяча й одна ніч (1961) Le meraviglie di Aladino |                                               | Так      |         |           |
| 1963 |     | Дівчина, яка надто багато знала                   | La ragazza che sapeva troppo                  | Так      | Так     | Так       |
| 1963 |     | Чорна субота, або Три обличчя страху              | I tre volti della paura                       | Так      | Так     | Так       |
| 1963 |     | Батіг і тіло                                      | La frusta e il corpo                          | Так      | Так     |           |
| 1964 |     | Кров і чорні мережива                             | Sei donne per l'assassino                     | Так      | Так     | Так       |
| 1964 |     | Дорога до Форту Аламо                             | La strada per Forte Alamo                     | Так      | Так     |           |
| 1965 |     | Планета вампірів                                  | Terrore nello spazio                          | Так      | Так     | Так       |
| 1966 |     | Кров за кров                                      | I coltelli del vendicatore                    | Так      | Так     | Так       |
| 1966 |     | Операція «Страх»                                  | Operazione paura                              | Так      | Так     | Так       |
| 1966 |     | Доктор Голдфут і дівчата-бомби                    | Le spie vengono dal semifreddo                | Так      | Так     |           |
| 1966 |     | Рінго з Небраски                                  | Ringo del Nebraska                            |          | Так     |           |
| 1968 |     | Дияболік                                          | Diabolik                                      | Так      | Так     | Так       |
| 1968 | т/с | Пригоди Одіссея                                   | Odissea                                       |          | Так     |           |
| 1970 |     | Сокира для нареченої                              | Il rosso segno della follia                   | Так      | Так     | Так       |
| 1970 |     | Рий Кольт і Вінчестер Джек                        | Roy Colt & Winchester Jack                    | Так      | Так     |           |
| 1970 |     | П'ять ляльок для серпневого місяця                | 5 bambole per la luna d'agosto                |          | Так     |           |
| 1971 |     | Кривава затока                                    | Reazione a catena                             | Так      | Так     | Так       |
| 1972 |     | Камера тортур                                     | Gli orrori del castello di Norimberga         | Так      | Так     |           |
| 1972 |     | Чотири рази тієї ночі                             | Quante volte… quella notte                    | Так      | Так     |           |
| 1973 |     | Будинок диявола                                   | La Casa dell'esorcismo                        |          | Так     | Так       |
| 1974 |     | Дикі пси                                          | Cani arrabbiati                               | Так      | Так     |           |
| 1975 |     | Будинок того, що виганяє диявола                  | The House of Exorcism                         |          | Так     | Так       |
| 1977 |     | Шок                                               | Schock                                        | Так      | Так     |           |
| 1981 | т/с | Диявольські ігри                                  | I giochi del diavolo                          |          | Так     |           |

## Нагороди
| Рік                                              | Категорія                           | Фільм | Результат |
| ------------------------------------------------ | ----------------------------------- | ----- | --------- |
| Каталонський міжнародний кінофестиваль в Сіджасі |                                     |       |           |
| 1978                                             | Срібна медаль за найкращий сценарій | Шок   | Перемога  |